# Отаго
Отаго (англ. Otago, маор. Ōtākou) — один з шістнадцяти регіонів Нової Зеландії, розташований у південній частині Південного острова. Населення 213 200 осіб, площа регіону — 31 990 км². До складу регіону входить майже 5 округів (територіальних управлінь). В адміністративному центрі місті Данідін сконцентровано 60% населення регіону.
1869 року в місті Данідін було засновано Університет Отаго перший університет Нової Зеландії.

## Назва
Регіон отримав назву на честь маорійського селища Отакоу, яке дало початок місту Данідін. маор. Ōtākou в перекладі означає або "ізольоване поселення" або "місцина червоної землі" (ґрунти вохрового кольору розповсюдженні навколо селища). 

## Географія

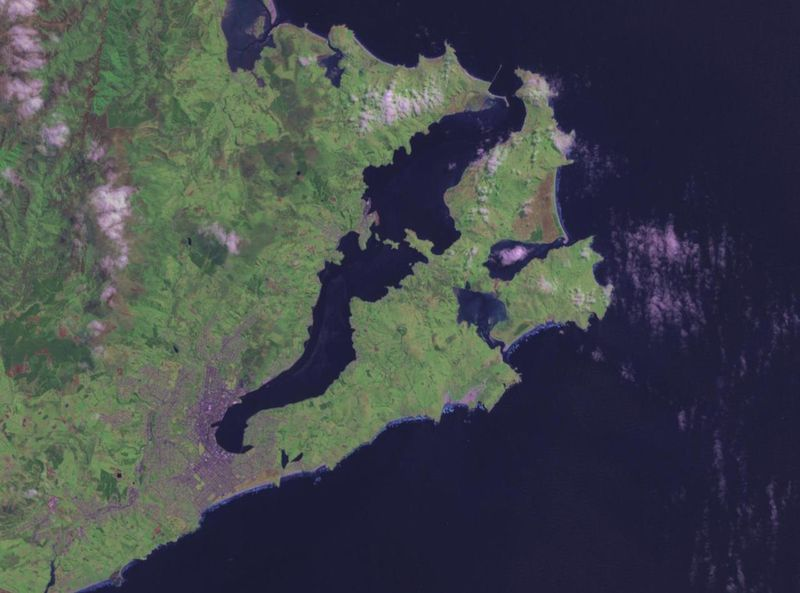
Космічний знімок пд-зх частини регіону, місто Данідін, півострів Отаго.

Регіон Отаго знаходиться в південній частині Південного острова, на південний схід від Південних Альп. Регіон Отаго з площею 31 990 км², простягнувся з півночі на південь на понад 300 км, з заходу на схід на понад 200 км. З півночі межує з регіоном Кентербері, на північному заході гірськими піками Південних Альп проходить межа з Вест Коаст, на заході — Саутленд. 
На сході омивається Тихим океаном. В центральній частині Отагоського узбережжя двадцятикілометрова бухта Отаго прорізала суходіл та відділила півострів Отаго. В глибині бухти розташоване місто Данідін.
Льодовики з засніжених вершин Південних Альп живлять багато льодовикових озер в передгір'ях. З-поміж найбільших: Вакатіпу (291 км², 3-е за площею в країні), Ванака (192 км², 4-е місце), Гавеа (141 км², 9-е місце). З озера Ванака витікає найдовша річка Південного острова (2-а в Новій Зеландії) Клута/Мата Ау, озера Вакатіпу та Гавеа живлять її притоки. Клута перетинає увесь регіон з півночі на південь, її басейн 21 960 км² збирає води з більшої частини Отаго. На річці розташоване водосховище Данстан, площею 26 км².
Північною межею регіону є річка Вейтакі, її притоки живляться, зокрема, з озера Охау. На річці цілий каскад ГЕС зі штучними водосховищами: Озеро Бенмор та Озеро Авіемор.

## Геологія
В Отаго часті землетруси, зазвичай до 5 балів, найчастіше їхні епіцентри під Південними Альпами, проте трапляються землетруси і біля океанічного узбережжя.
В Отаго відсутні активні вулкани, проте затока Отаго є залишками кратера вулкана, що згас десять мільйоноліть тому.
У гірській частині Отаго проходить розлом конвергентної границі між Індо-Австралійською та Тихоокеанською тектонічними плитами.

## Економіка
Станом на березень 2013 року річний ВВП Отаго становить 9.1 млрд $ (4,3% загальнонаціональної економіки). ВВП на душу дещо менший загальнодержавного  43 086 $ (понад 425 тис ₴/рік), по державі (47 532 $). 
Економіка регіону має середні темпи зростання по країні, з 2007 до 2013 ВВП зріс на 25,6%, що практично збігається із загальнодержавним розвитком (24,5% за цей же період). 

## Населення

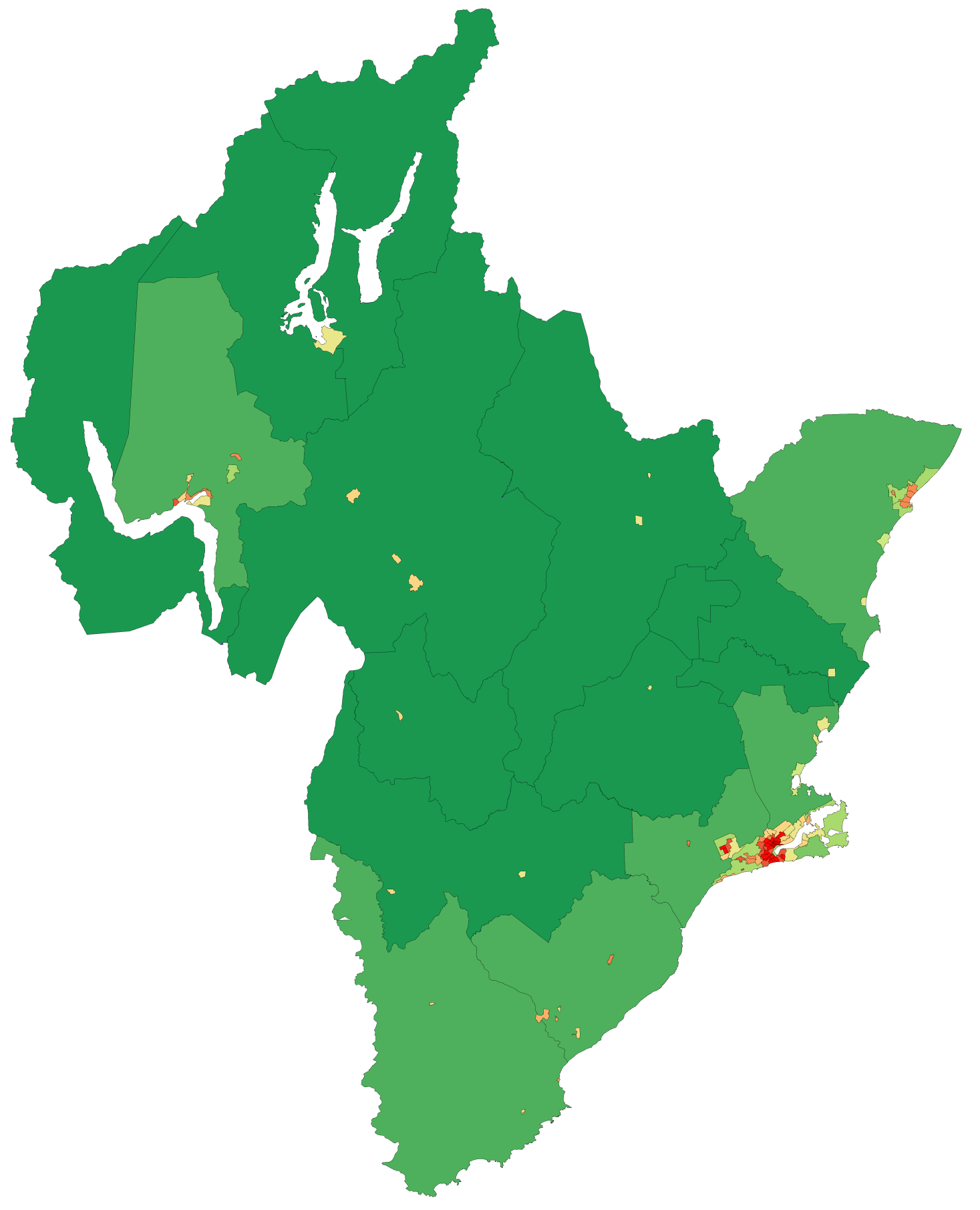
Щільність населення ^{(перепис 2006)}

Станом на середину 2013 населення Отаго становить 213 200 (4,8% населення Нової Зеландії). 
Значна частка населення 59,99% (127 900 осіб)сконцентрована в адміністративному центрі та найбільшому місті регіону — в місті Данідін. 
      Населенні пункти, понад 1,000 осіб(пер.2013):
- 127 900 Данідін
- 16 600 Квінстаун
- 13 350 Оамару[en]
- 10 740 Мосґіель[en] *
- 7,320 Ванака[en]
- 4,800 Александра[en]
- 4,146 Кромвель[en]
- 3,918 Балклута[en]
- 1,929 Мілтон[en]

(* Мосґіель є відділеним містом-супутником Данідіна.)
Впродовж років регіон має стабільну позитивну динаміку приросту населення, середній приріст за останні сім років (2006-2013) близько 1,915 осіб (+0,9%) щороку, з них 786 природного приросту та 1,129 міграційного приросту. 
Місто та навколишні селища Квінстаун, котрі стали популярним туристичним об'єктом, спричинили зростання населення округу з 1996 до 2006 на 60% та ще 23% до 2013, це друге місце в усій Новій Зеландії. 
Для мешканців регіону, як і для більшості землян характерне старіння населення, середній вік постійно зростає та становить 37,5 року (серпень 2013). Віковий розподіл: 0-14 років — 16,5%, 15-39 — 36,2%, 40-64 — 31,8% , 65+ — 15,5%. 

## Адміністративний устрій
Отаго є одним з 11 дворівневих регіонів Нової Зеландії. Загальне управління здійснюється регіональною радою Отаго. Проте значна частина питань вирішується на рівні територіальних управлінь — округів.
До Отаго входить 5 округів (територіальних управлінь). Округ Ваітакі входить у два регіони: Отаго (40,4% площі, де проживає 92,2% населення) та Кентербері (відповідно 59,6% та 7,8%). 
| Назва                                               | Англійська       | Центр      | Площа (км2) | Населення (оц.2013-07-01) |   | Щільність осіб/км? |
| --------------------------------------------------- | ---------------- | ---------- | ----------- | ------------------------- | - | ------------------ |
| Данідін                                             | Dunedin          | Данідін    | 9,959       | 127 500                   | ▲ | 38.15              |
| Квінстаун-Лейкс                                     | Queenstown-Lakes | Квінстаун  | 9,358       | 30 200                    | ▲ | 3.23               |
| Ваітакі*                                            | Waitaki          | Оамару     | 2,913       | 19 300                    | ▲ | 6.63               |
| Центральний Отаго                                   | Central Otago    | Александра | 9,959       | 18 850                    | ▲ | 1.89               |
| Клута                                               | Clutha           | Балклута   | 6,363       | 16 890                    | ▲ | 2.73               |
| Отаго                                               | Otago            | Данідін    | 31 935      | 202 470                   | ▲ | 6.68               |
| * — Ваітакі лише частково входить до регіону Отаго. |                  |            |             |                           |   |                    |

До загальнодержавної адміністративної реформи 1989-го року Отаго мав більшу площу та складався з 11 графств: Лейк, Вінсент, Туапека, Клута, Брюс, Таіері, Пенінсула, Ваікоуаіті, Уаігемо, Маніотото, Ваітакі. 